# Bam (Insel)
Bam, seltener auch Biem und ehemals teilweise auch Bäm oder Lesson-Insel (nach den Brüdern René Primevère und Pierre Adolphe Lesson) genannt, ist eine kleine Vulkaninsel des südpazifischen Inselstaates Papua-Neuguinea.

## Beschreibung

### Geographie
Das zirka 3,8 Quadratkilometer große Eiland liegt rund 38 Kilometer vor der Nordostküste Neuguineas am westlichen Rand der Bismarcksee und zählt als deren südöstlichstes Glied zur Kette der Le-Maire-Inseln. Es wird gänzlich von einem knapp 690 Meter hohen Vulkankegel dominiert und verfügt weder über Naturhäfen noch über Ankerplätze für größere Schiffe. Auf Bam herrscht, wie in einem Großteil Papua-Neuguineas, tropisches Regenwaldklima und die Niederschlagsmenge beträgt pro Monat mindestens 60 Millimeter. Während der niedrigere, küstennahe Bereich der Insel infolge dieser Wetterverhältnisse teilweise dicht bewaldet ist, hat sich nach jahrzehntelanger vulkanischer Aktivität die Vegetation auf der oberen Hälfte des Berges bislang nur spärlich wieder angesiedelt – vielmehr handelt es sich bei der Gipfelregion nach wie vor um Badlands.

### Geschichte
Bam wurde vermutlich bereits 1545 vom spanischen Seefahrer Íñigo Ortiz de Retes entdeckt, spätestens aber 1616 von den Niederländern Willem Cornelisz Schouten und Jacob Le Maire. Zwischen 1885 und 1914 stand die Insel unter deutscher Herrschaft – zunächst seitens der privatwirtschaftlichen Neuguinea-Kompagnie und später als Teil des Kaiser-Wilhelms-Landes innerhalb der Kolonie Deutsch-Neuguinea.
Kurz nach Beginn des Ersten Weltkriegs besetzten australische Truppen 1914 das Kaiser-Wilhelms-Land. Zwischen 1920 und 1949 wurde es unter der Bezeichnung Territorium Neuguinea zunächst als Völkerbund-Mandatsgebiet und später als UN-Treuhandgebiet jeweils von Australien verwaltet. Im Jahr 1949 erfolgte die Fusion mit dem de jure britisch-verwalteten Territorium Papua zum Territorium Papua und Neuguinea, das ab Dezember 1971 Papua-Neuguinea hieß. Unter diesem Namen erlangte es am 16. September 1975 als souveräner Staat Papua-Neuguinea seine Unabhängigkeit. Bam gehört heutzutage zum Angoram-Distrikt innerhalb der East Sepik Province.

### Demographie
Die steile Topographie der Insel direkt ab der Küstenlinie macht eine menschliche Besiedlung fast unmöglich. Lediglich die Nordspitze bildet eine Ausnahme. Dort erstreckt sich eine vergleichsweise junge Plattform aus erkalteter Lava zungenförmig vom Berghang weg, ermöglicht eine Ansiedlung auf ebenem Terrain und beherbergt mit Aruk und Kulkirap die beiden einzigen Dörfer der Insel.
Mitte der 1950er Jahre lebten etwa 430 Einwohner auf Bam. Eine Volkszählung im Jahr 2000 ergab eine Bevölkerung von 1154 Personen (597 in Aruk und 557 in Kulkirap) und im Januar 2018 waren es ungefähr 3000 Menschen. Mindestens bis Mitte des 20. Jahrhunderts waren die Inselbewohner vergleichsweise isoliert. Sie bauten Kokospalmen an und waren geschickte Kanuten und Fischer. Dabei profitierten sie vor allem von der Lage Bams in Strömungsrichtung der Mündung des Sepik, des längsten Flusses der Insel Neuguinea. Dessen Eintrag von nährstoffreichem Wasser begünstigt das Gedeihen großer Fischpopulationen in diesem Areal der Bismarcksee. Die Bewohner pflegten traditionell enge Kontakte zu Nachbargemeinschaften, insbesondere zu den Inseln Kadovar und Blup Blup. Ein Vorteil der isolierten Lage war, dass mehrere Krankheiten, unter denen die Bewohner des Festlandes (das heißt: der Hauptinsel Neuguinea) regelmäßig litten, wie etwa Malaria und Tuberkulose, nie auf Bam ausbrachen.

### Vulkanologie
Bam liegt in einem tektonisch äußerst komplizierten und kleinteiligen Gebiet mit zahlreichen Mikroplatten und befindet sich unweit der Triple Junction von Nordbismarckplatte, Südbismarckplatte und Woodlarkplatte. Die Insel ist die über den Meeresspiegel ragende Spitze eines andesitischen Stratovulkans, der regional Teil einer Inselbogenvulkankette ist und global betrachtet zum sogenannten pazifischen Feuerring zählt.
Der Vulkan verfügt über zwei Gipfel, von denen der nordwestliche sowohl der aktive als auch der etwas höhere ist. Er besitzt einen steilwandigen, ovalen Krater von etwa 300 Metern Durchmesser und 180 Metern Tiefe. Eine signifikante, nordöstlich streichende Abbruchkante erstreckt sich ab der westlichen Küste. Sie ist vermutlich das Ergebnis einer prähistorischen, gravitativen Massenbewegung, beispielsweise eines Bergrutsches, dessen großer submariner Schuttfächer sich südlich und südöstlich der Insel anschließt. Im Laufe der Jahrtausende hat der Vulkan den östlichen Abschnitt der Abbruchkante überdeckt und ist parallel zu dieser angewachsen, sodass die oberflächlich anstehenden Gesteine westlich der Kante älter sind als jene östlich davon. Zwischen ungefähr 1872 und 1960 wurden diverse, zumeist kleinere Eruptionen des Berges beobachtet; seither ruht er. Während eines Vulkanausbruchs auf der Nachbarinsel Kadovar kam es Mitte Januar 2018 infolge angenommener Tsunamigefahr auch zur zeitweiligen Evakuierung Bams.

### Die „Tragödie von Bam“
In den Jahren 1954 und 1955 geriet die Insel in die Schlagzeilen, als die Bevölkerung Bams durch eine gut gemeinte, aber mangelhaft umgesetzte Evakuierungsmaßnahme dezimiert wurde. Am 4. November 1954 erhielt das Rabaul Volcanological Observatory (RVO) erste Nachrichten über eine neuerliche Eruption auf Bam und wenige Tage später reiste John G. Best, ein Geologe des Bureau of Mineral Resources, Geology and Geophysics (BMR) zum Vulkan. Er beobachtete zwar nur mäßig intensive strombolianische oder vulkanianische Aktivitäten, fürchtete aber aufgrund der geographisch kleinräumigen Situation auf der Insel und der Nähe der Siedlungen zum Krater zukünftige Gefahren für die Bevölkerung. Daraufhin empfahl er der Territory Administration die drastische Maßnahme einer dauerhaften Evakuierung. Die Bevölkerung stand dem eher ablehnend gegenüber, da man mit regelmäßigen kleinen Ausbrüchen vertraut war, und meinte, den Vulkan gut einschätzen und sich notfalls selbst in Sicherheit bringen zu können. Bald nach Best erreichte der RVO-Vulkanologe Max A. Reynolds die Insel und erkannte keine Notwendigkeit für eine Evakuierung. Tony Taylor, der Direktor des RVO, hielt sich zur damaligen Zeit in der australischen Hauptstadt Canberra auf. In Anbetracht gleichzeitiger vulkanischer Aktivität auf der südöstlich gelegenen Insel Long Island prognostizierte er, dass eine Periode regionaler vulkanischer Unruhe bevorstünde. Daher unterstützte er Bests Idee. Der Territorialadministrator Donald M. Cleland genehmigte die dauerhafte Evakuierung Bams am 25. November 1954 und innerhalb einer Woche war sie bis zum 2. Dezember abgeschlossen. Für die Durchführung zeichnete F. E. Bensted, der District Commissioner von Madang, verantwortlich.
Der evakuierten Bevölkerung wurde auf der Hauptinsel Neuguinea ein Stück Land in Dagoi, einige Kilometer östlich von Bogia, zur Verfügung gestellt. Dort entstand ein neues Dorf mit Gärten und Feldern und die Menschen sollten als Landwirte ihr Auskommen finden. Hierfür wurde eigens ein benachbarter Sumpf trockengelegt. Schon bald ergaben sich in der Siedlung allerdings mannigfaltige Probleme. Im Februar 1955 berichteten erstmals die Medien in der Territoriumshauptstadt Port Moresby über die Schwierigkeiten, vor allem über erbärmliche und unhygienische Lebensverhältnisse in Dagoi. Bis dato waren zwei der evakuierten Personen an Dysenterie verstorben. Es stellte sich heraus, dass die Bevölkerung Bams scheinbar vergleichsweise anfällig für die Krankheiten des Festlandes war, gegen die sie aufgrund ihrer bislang isolierten Lage nie eine Immunantwort hatte aufbauen müssen. In Dagoi waren keine Malariamedikamente vorhanden, die Menschen hatten Probleme mit der Umstellung auf ein anderes Nahrungsangebot als auf der Insel und ihre außerordentliche Verbundenheit zum Inselleben führte bei ihnen zu Heimweh und in der Folge zu weiteren psychischen Effekten. Außerdem wurden sie eigenen Angaben zufolge von der Festlandbevölkerung diskriminierend behandelt.
Am 14. Februar 1955 schrieb der Territorialdirektor für öffentliche Gesundheit, John T. Gunther, einen Brief an Administrator Cleland, in dem er sich verärgert darüber zeigte, dass sein Hauptbüro in Port Moresby erst in der zweiten Dezemberwoche – also etwa zwei Wochen nach dem Abschluss der Umsiedlung – von der Aktion erfahren habe. Er merkte an, dass sein Amt, sofern man früher eingebunden worden wäre, die Evakuierung effizienter und menschenwürdiger organisiert hätte. Dabei verwies er auf die wertvollen Erfahrungen, die er und seine Mitarbeiter nach der verheerenden Eruption des Vulkans Lamington 1951 hatten sammeln können. Zwei Tage später erhielt Cleland auch ein Schreiben des Apostolischen Vikars von Alexishafen, Adolph Alexander Noser, der sich für eine Rückführung der Bevölkerung einsetzte. In der zweiten Maiwoche legte Cleland daher die Richtlinien für eine Beendigung der Evakuierung fest: Das RVO sollte auf Bam vulkanologische Messinstrumente installieren, ein örtlicher Anwohner sollte bezüglich deren Bedienung geschult werden, es musste eine Radioverbindung zwischen Bam und Rabaul aufgebaut werden und schließlich sollten den Inselbewohnern zusätzliche Kanus bereitgestellt werden, sodass sie im Notfall einfacher von der Insel flüchten konnten. Mit diesen Regelungen erkannte die Administration die Eigenverantwortung und die Selbstversorgungskultur der Insulaner an – zwei Faktoren, die in den darauffolgenden Jahrzehnten international bei der Abschätzung von Evakuierungsnotwendigkeiten für vulkanisch gefährdete Gemeinschaften verstärkt Berücksichtigung fanden.
Während der sechseinhalb Monate in Dagoi waren 24 Einwohner Bams an Krankheiten verstorben. Das entspricht über fünf Prozent der damaligen Gesamtbevölkerung der Insel.